# 황금생쥐
황금생쥐(Ochrotomys nuttalli)는 비단털쥐과에 속하는 설치류의 일종이다. 황금생쥐속(Ochrotomys)의 유일종이다. 몸길이는 보통 12~25cm이고, 황금빛 갈색과 회색이 감도는 황토색의 부드러운 털을 갖고 있다. 속명은 노랑 또는 갈색 채색을 의미하는 그리스어 단어 "오크레"(ochre)와 "생쥐"를 의미하는 "미스"(mys)의 합성어에서 유래했다.